# ディ・アマズン
ディ・アマズン（de:amazn）は、日本のプロレスラー。
北海道出身。身長178cm、体重105kg。尼崎プロレスAWF元所属。尼崎地域に根差した活動にあたり「尼」のセンテンスを使用しネーミング。
2018年3月31日、尼崎プロレスAWF第1回道場マッチにて対グレート常松戦でデビュー。
現在、消息不明。一説によると武庫川にて私闘の末、川底へ消えたとのことだが目撃者は未だに表れていない。

## 得意技
模索しながら独自の技を習得中であるため頻繁に入れ替わる。また幼少の頃のプロレスごっこが元になっている技も多い。

### 必殺技（フィニッシュ・ムーブ）
チョークスラム
対戦相手の首（喉元）を片手で正面からつかみ（相撲の喉輪の状態）、もう片方の腕を添えてそのまま相手を上方へ持ち上げ、背面からマットや地面に落とす。
スパイン・バスター
両太腿から持ち上げ背中から落とす技。抱きかかえながら回転をつけて落とすローリング式も存在。
ペディグリー (Pedigree)
トリプルHのオリジナル技。ダブルアーム・スープレックスの状態からやや後方に小さくジャンプして膝で着地し、自分の股に挟んで固定している相手の顔及び体の全面をマットに叩きつけるダブルアーム式のフェイスバスター。

### 関節技
足4の字固め
武藤敬司のフィニッシュ・ホールドから影響を受けて使用。高校時代のプロレスごっこにて習得。
パロ・スペシャル
少年時代にアニメ「キン肉マン」のウォーズマンを見て習得。スタンディング式ではなくうつ伏せ状態の相手の両腕を極めるスタイルを使用。

### 打撃技
ドロップキック
その場で飛び上がって相手の胸板に蹴りこむ。
スライディングダブルニー
助走をつけて倒れている相手にスライディングで両膝を当てる。
ラリアート
かち上げ式ではなくなぎ倒す形での使用。

### 組み技
フェイスクラッシャー
相手の背後から助走をつけて後頭部をつかみ顔面から地面に叩きつける。加速度と体重を掛け合わせることで威力を増大化。

## 入場曲
amazin' dance　／　de:amazn